# Farsa
Eine farsa – eine Farce oder Posse – war im späten 18. und frühen 19. Jahrhundert, insbesondere in Venedig und Neapel, die Bezeichnung für die meist ein-, seltener zweiaktige opera buffa vorwiegend derb-erotischen, ja geradezu lasziven Inhalts. Doch gab es auch solche mit ernster oder anrührender Handlung (farsa sentimentale, farsa lagrimosa).

## Bekannte Stücke
Ein Meister der farsa war der deutsche Komponist Johann Simon Mayr; aus seiner Feder stammen L’intrigo della lettera (1797), L’avaro (1799), Il carretto del venditore d’aceto und La locandiera (beide 1800), L’amor coniugale (1805), I virtuosi oder L’amor ingegnoso. Bekannt sind besonders die fünf farse, die der junge Gioachino Rossini zwischen 1810 und 1813 geschrieben hat: La cambiale di matrimonio, L’inganno felice, La scala di seta, Il signor Bruschino und L’occasione fa il ladro. Eine späte farsa ist Gaetano Donizettis ursprünglich einaktige Oper Le convenienze ed inconvenienze teatrali von 1827 – im deutschsprachigen Raum besser bekannt unter dem Titel Viva la Mamma! Die farsa war eine Bühnenform, mit der auch junge Komponisten ihre ersten Meriten verdienen konnten, ohne dass sie und der Theaterveranstalter sich einem allzu großen Risiko hätten aussetzen müssen. Denn eine farsa konnte ohne größere Umstände verwirklicht werden: Es gab nur wenige Gesangspartien (und keinen Chor), ein einziges Bühnenbild, das unverändert für fast alle diese Stücke verwendet werden konnte, und ein minimal besetztes Orchester.

## Librettisten
Die wichtigsten Librettisten für Farsen waren der Venezianer Giuseppe Maria Foppa und der Veroneser Gaetano Rossi. Ihre Libretti wurden vertont von Giuseppe Farinelli, Pietro Generali, Johann Simon Mayr, Giuseppe Mosca, Gioachino Rossini und Vittorio Trento.